# Pomacentrus xanthosternus
Pomacentrus xanthosternus là một loài cá biển thuộc chi Pomacentrus trong họ Cá thia. Loài này được mô tả lần đầu tiên vào năm 1991.

## Từ nguyên
Từ định danh xanthosternus được ghép bởi hai âm tiết trong tiếng Latinh: xanthus ("vàng") và sternus ("ở ức, ngực"), hàm ý đề cập đến màu vàng ở vùng ngực và dưới đầu của loài cá này.

## Phạm vi phân bố và môi trường sống
P. xanthosternus chỉ được biết đến tại quần đảo Seribu trên biển Java (Indonesia). Loài này sống tập trung gần những rạn san hô và trong đầm phá ở độ sâu đến 8 m, cũng được nhìn thấy ở khu vực cửa sông.

## Mô tả
Chiều dài lớn nhất được ghi nhận ở P. xanthosternus là 10 cm. Vùng ngực và dưới đầu của chúng có màu vàng; cuống và vây đuôi màu trắng. Cá con có một đốm đen lớn viền xanh lam ở phía sau của vây lưng, và các vệt sọc màu xanh óng trên đầu.
Số gai ở vây lưng: 13; Số tia vây ở vây lưng: 14; Số gai ở vây hậu môn: 2; Số tia vây ở vây hậu môn: 14; Số gai ở vây bụng: 1; Số tia vây ở vây bụng: 5.

## Sinh thái học
Thức ăn của P. xanthosternus bao gồm tảo và các loài động vật phù du. Cá đực có tập tính bảo vệ và chăm sóc trứng.